# カバとワニ狩り
『カバとワニ狩り』（カバとワニがり、蘭: The Hippopotamus and Crocodile Hunt, 独: Jagd auf Nilpferd und Krokodil, 英: The Hippopotamus and Crocodile Hunt）は、1616年頃に制作した狩猟画である。油彩。ルーベンス初期の狩猟画の大作で、カバとワニを狩る狩猟者たちを描いている。『ライオン狩り』（De Leeuwenjacht）、『虎狩り』（De Tijgerjacht）、『猪狩り』（De Everzwijnenjacht）とともに、ミュンヘンのバイエルン選帝侯マクシミリアン1世の発注によって制作された。現在はミュンヘンのアルテ・ピナコテークに所蔵されている。

## 制作経緯
ルーベンスとその工房は1610年代と1620年代に貴族の後援者向けに数十点の大規模な狩猟画を制作しており、長年続いている同ジャンルに貢献した。バイエルン選帝侯マクシミリアン1世は、1615年にヴィッテルスバッハ家の夏の離宮であるシュライスハイム宮殿を装飾するため、『カバとワニ狩り』、『ライオン狩り』、『虎狩り』、『猪狩り』の4作品を発注した。これを受けて、ルーベンスと工房は1615年から1616年にかけてアントウェルペンで4点の大キャンバス画を制作した。

## 作品
ルーベンスはカバとワニを狩る狩猟者たちを描いている。ヤシの木が示すように狩猟はエジプトのナイル川のほとりを舞台としている。カバやワニは危険かつ迷惑な害獣と見なされていたため、これらの駆除は貴族の義務であった。狩人たちはアラビア産の馬に騎乗し、槍と剣で狩りをする東洋風の衣装を着た3人の男と、剣と弓矢で戦う2人の従者で構成されている。カバとワニはいずれも狩猟者と猟犬に襲われ、激怒したカバはワニを踏みつけており、さらにその下に2人の従者が横たわり、そのうちの1人は獣に殺され、地に倒れ伏している。正確に形作られたカバとワニの外見は同時代の描写と対照的であり、バロック時代の経験主義と博物学への関心の高まりを反映している。ルーベンスは、おそらく絵画を制作するより前の1601年に、塩水に保存され一時的に展示されたカバの標本を見るためにローマを訪れたことが示唆されている。
狩猟画はルーベンスの作品の中で最もダイナミックな絵画の1つであり、力と肉体的攻撃の理想的な表現である。人物群の複雑さ、騒然とした動きと暴力的行為の表現、高度なドラマ性、鮮やかな色彩は、いずれもルーベンスの様式の特徴である。19世紀フランスのロマン主義の巨匠ウジェーヌ・ドラクロワは画面に描かれたワニを「制作の傑作」と賞賛したが、「その行動はもっと興味深いものになったかもしれない」と述べた。

## 来歴
マクシミリアン1世の4点の狩猟画連作を含むヴィッテルスバッハ・コレクションは、ミュンヘンのアルテ・ピナコテークの中核を形成した。しかし狩猟画連作はナポレオン戦争の間にフランス軍によって宮殿から略奪された。そのうち『ライオン狩り』はボルドー美術館、『虎狩り』はレンヌ美術館、『猪狩り』はマルセイユ美術館に送られた。ナポレオン失脚後『カバとワニ狩り』のみがミュンヘンに返還され、現在のアルテ・ピナコテークのコレクションに追加された。

## 影響
本作品は早くから注目を集め、印刷物となっている。たとえばオランダの画家ピーテル・サウトマンは1615年以降に本作品の素描およびエッチングによる複製を制作した。またフランドルの版画家ウィレム・バン・デル・レーウ（Willem van der Leeuw）も本作品のエッチングを制作した。18世紀にはピエトロ・アントニオ・マルティーニとジャック＝フィリップ・ル・バによってエッチングが制作された。
そのほか、17世紀の画家ヒエロニムス・フランケン2世の『美術愛好家のキャビネット』（Het kabinet van de liefhebber）に本作品が描かれている。

## ギャラリー
関連作品

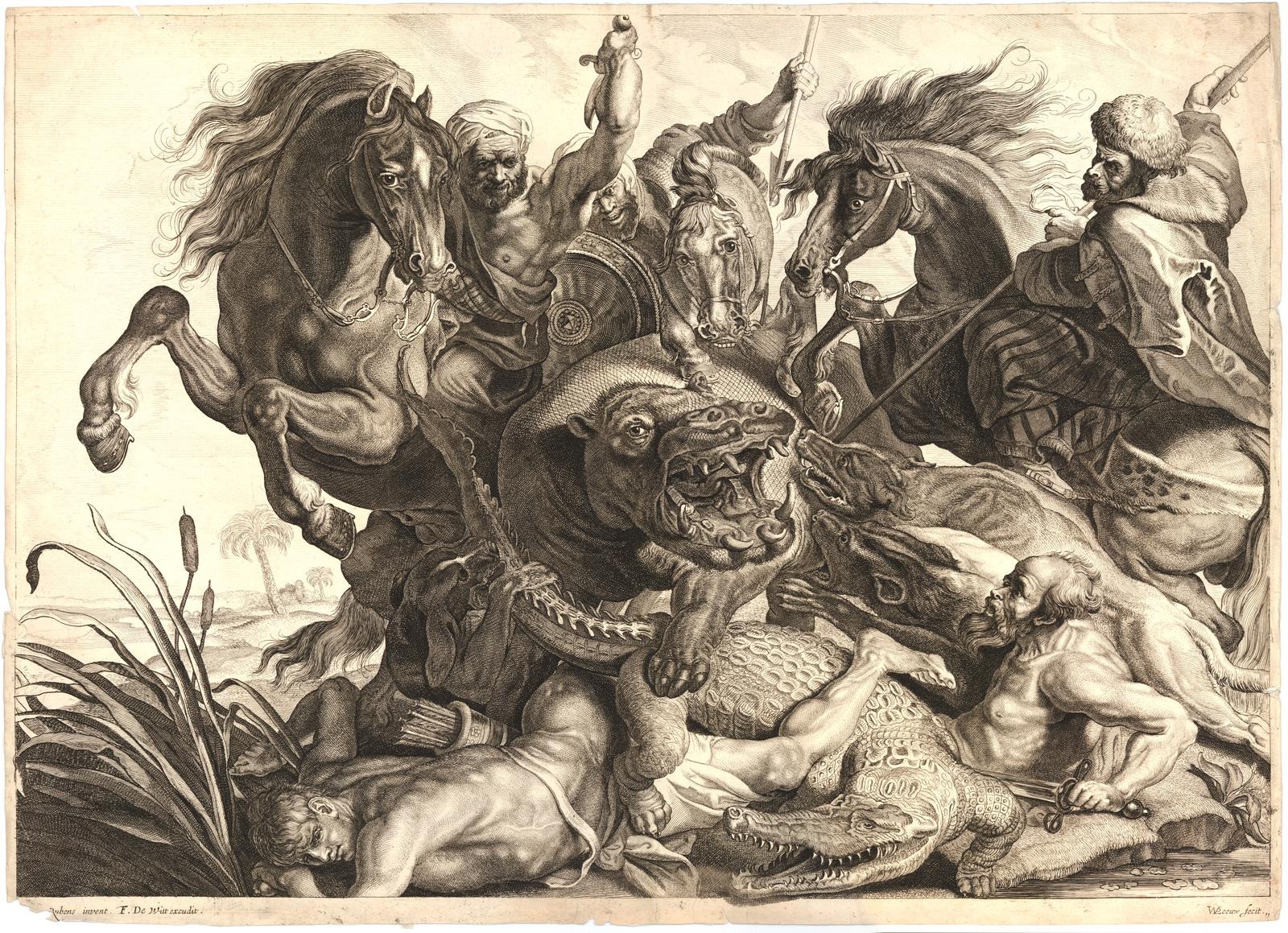
ウィレム・バン・デル・レーウ（Willem van der Leeuw）のエッチング 大英博物館所蔵
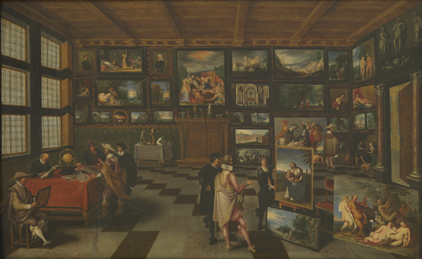
ヒエロニムス・フランケン2世『美術愛好家のキャビネット』17世紀 ベルギー王立美術館所蔵
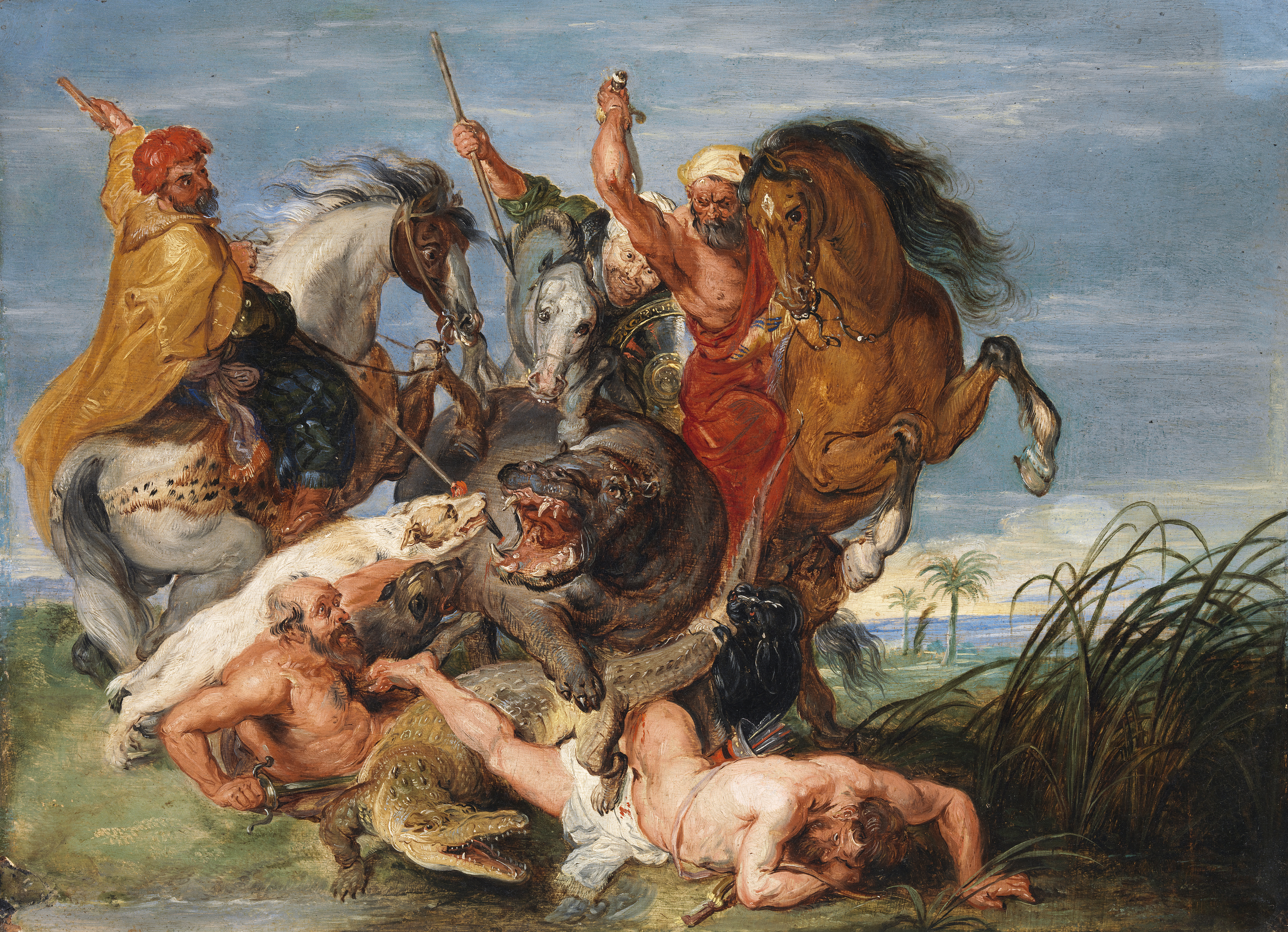
制作者不明の複製 1577年-1640年頃  アイルランド国立美術館所蔵

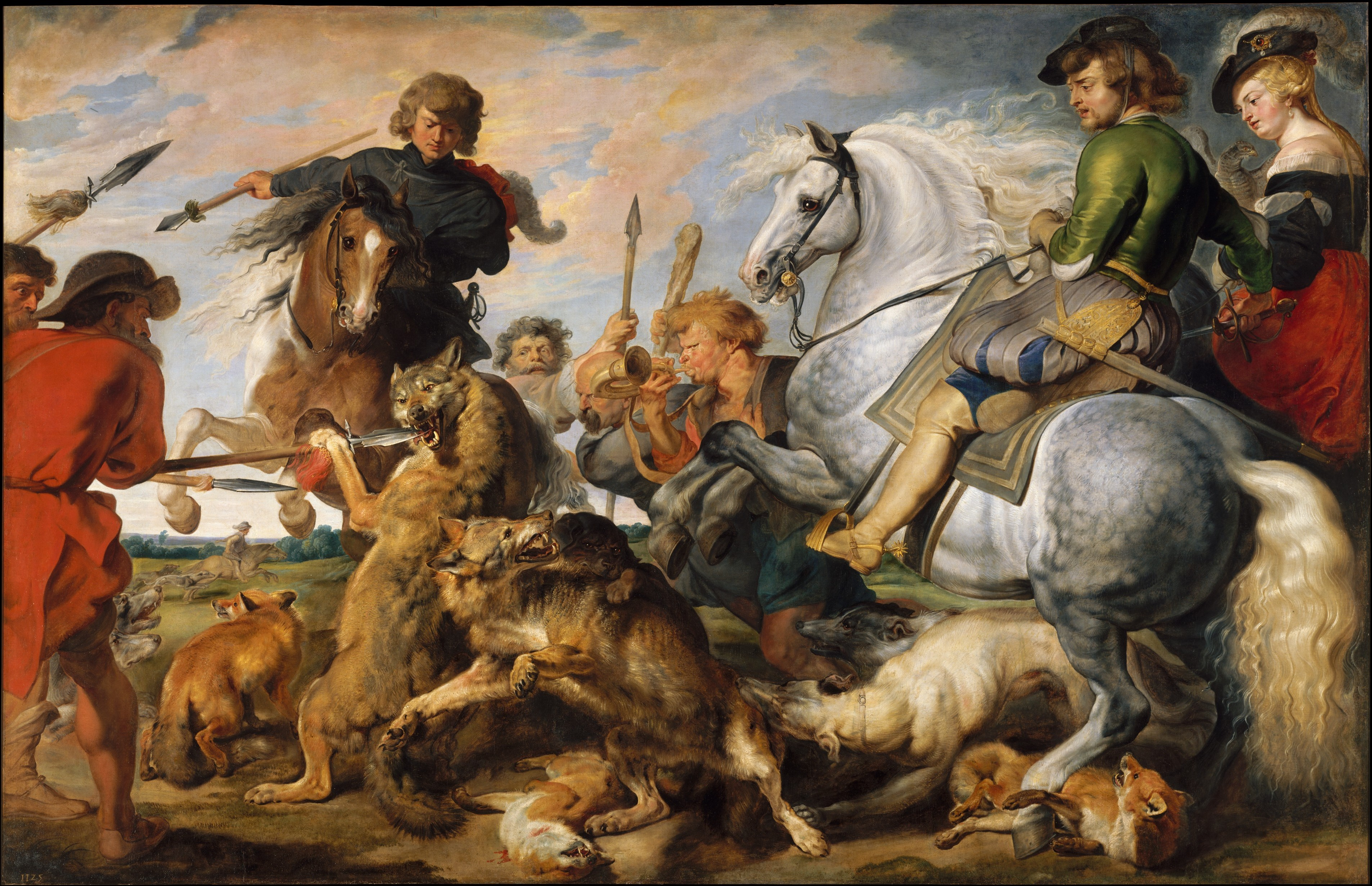
『狼と狐狩り』1616年頃 メトロポリタン美術館所蔵
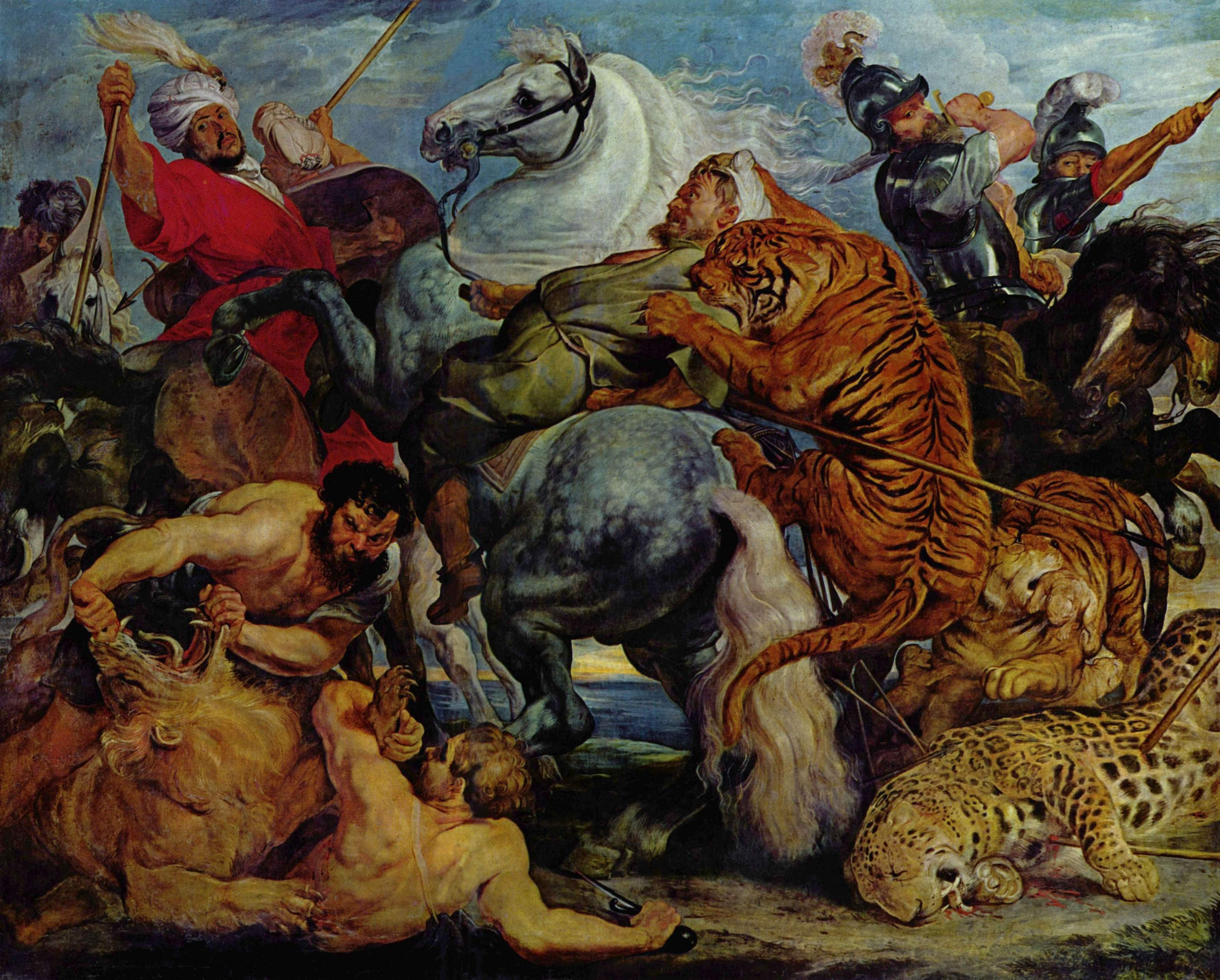
『虎狩り』1615年-1616年 レンヌ美術館所蔵
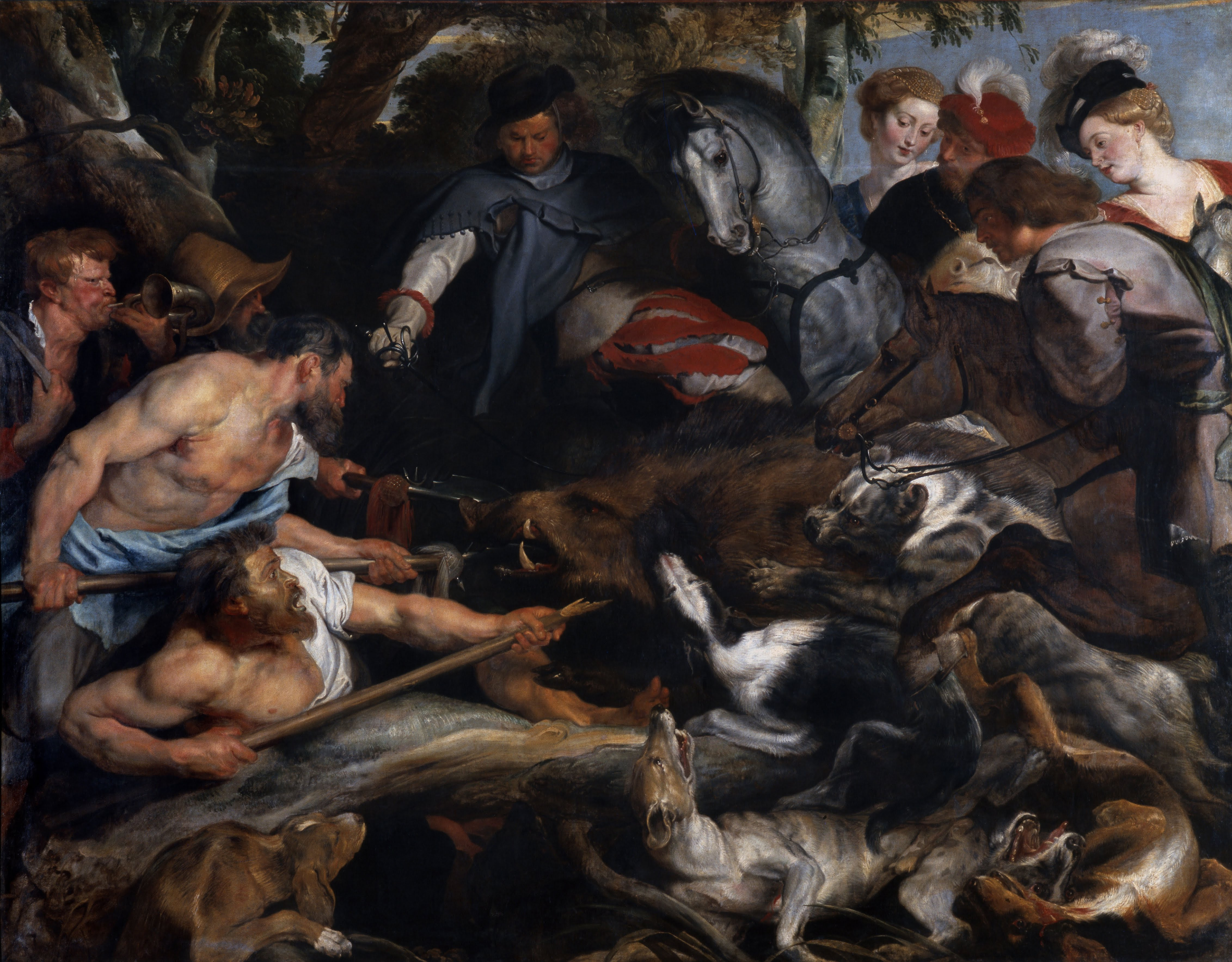
『猪狩り』1615年-1616年頃 マルセイユ美術館所蔵
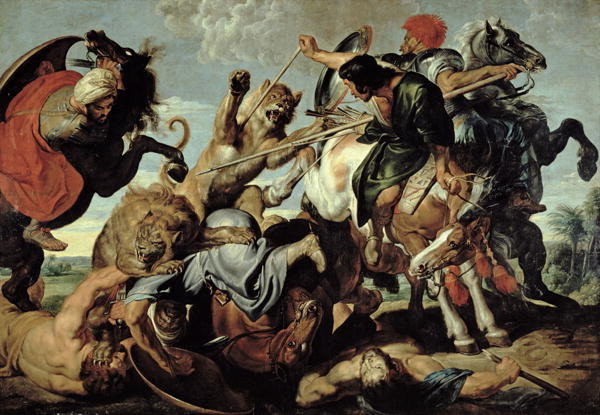
『ライオン狩り（複製）』1616年頃 ボルドー美術館に所蔵されたのち焼失